# Partacz

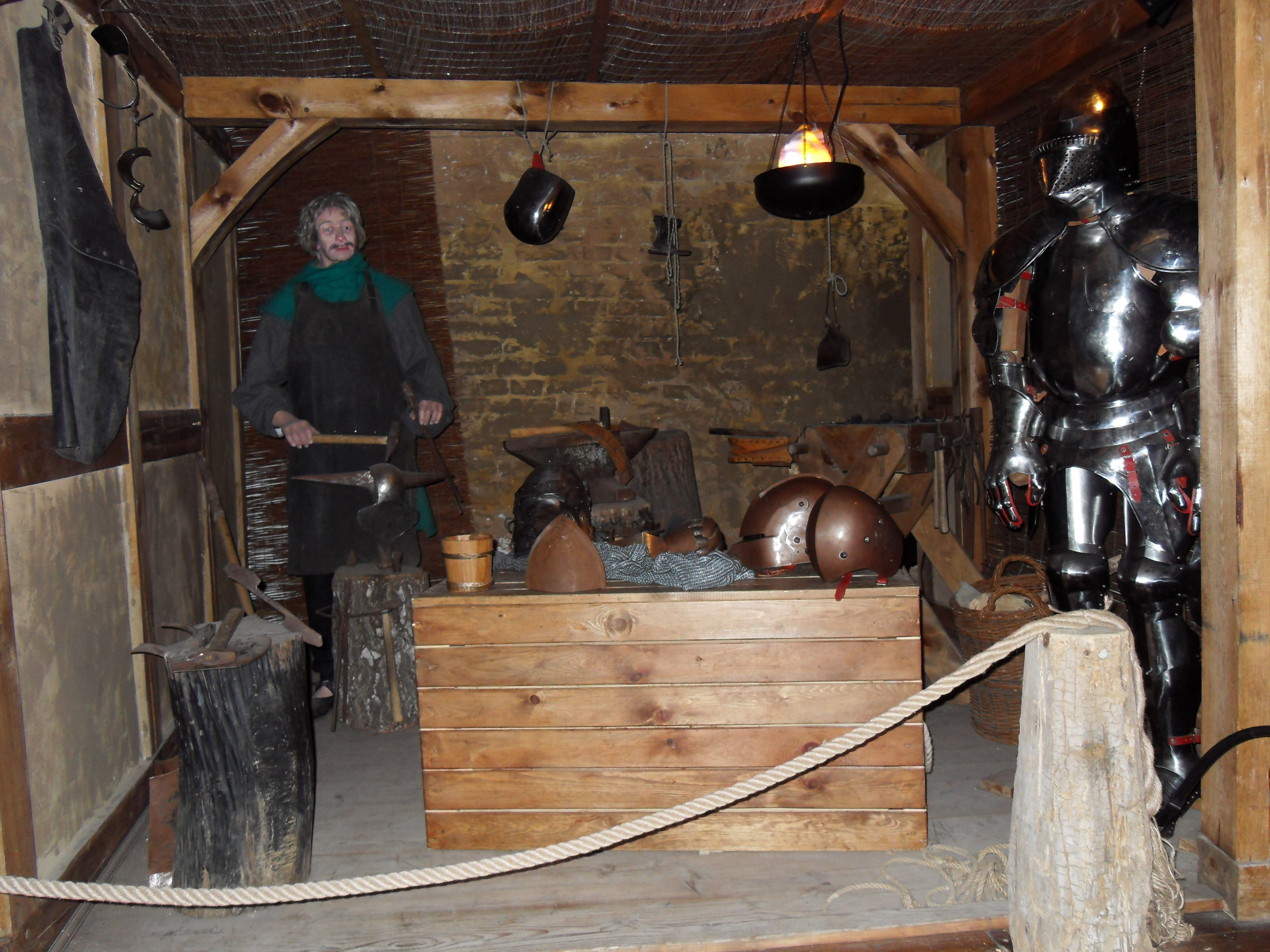
Warsztat średniowiecznego rzemieślnika, inscenizacja

Partacz (łac. a parte paternitatis = poza cechem), także przeszkodnik, szturarz – dawniej osoba wykonująca działalność rzemieślniczą w mieście lub w jego pobliżu, ale niebędąca rzemieślnikiem zrzeszonym w cechu pomimo jego istnienia. 
Partacze byli silnie zwalczani przez cechy, jako zagrażająca im konkurencja (łamiąca monopol produkcji). Byli znani od XV wieku. Zazwyczaj wywodzili się z biedoty miejskiej, której nie było stać na finansowe sprostanie procedurze cechowej. W dużych miastach azylem dla partaczy były nieobjęte prawem miejskim jurydyki, podmiejskie klasztory i rezydencje szlacheckie. Wyroby partaczy były z reguły tańsze i wbrew współczesnemu znaczeniu słowa nie miały gorszej jakości.